# Exempce

Diecéze métská je exemptní (vyňatou) diecézí: není součástí žádné církevní provincie, její (exemptní) biskup není sufragánem k žádnému metropolitovi, nýbrž je podřízen přímo papeži

Exempce je právní výjimka, vynětí z působnosti, a to jak v civilním i církevním právu. Jedná se zejména o vynětí pachatele z působnosti orgánů činných v trestním řízení. Rozlišuje se přitom exempce hmotněprávní, která je absolutní, a procesněprávní, která působí jako překážka v pokračování v trestním řízení.

## Charakteristika
Exempce v hmotněprávním smyslu (též indemnita) je způsobena osobním postavením pachatele, který tak není vůbec trestně odpovědný. Příkladem může být poslanec či senátor, pokud jde o hlasování a jakékoli projevy v dané parlamentní komoře, případně prezident, který je beztrestný absolutně.

## Druhy exempce
Procesní exempce (též imunita v užším smyslu) neznamená, že by se daná osoba nedopustila trestného činu, ale postupu v trestním řízení a případnému odsouzení brání určitá skutečnost, překážka někdy dočasné povahy. Podle § 11 trestního řádu jde např. o:
- milost nebo amnestie prezidenta republiky
- promlčení trestního stíhání
- diplomatická imunita
- v církevním právu: vynětí z bezprostřední závislosti na tom, v jehož území exemptní subjekt žije, například všechny mužské a některé ženské kláštery jsou vyňaty z pravomoci (arci)diecézního (arci)biskupa 
  - samotné biskupství, či jemu na roveň postavený subjekt (např. územní opatství) může být vyňatý (exemptní) z církevní provincie a podřízen přímo papeži
- nízký věk
- nebyl dán nutný souhlas poškozeného